# Никица Мариновић
Никица Мариновић (Ријека Дубровачка, 1947 – Београд, 11. новембар 2008) је била југословенска манекенка, и најуспешнија Мис Југославије. Била је прва мисица која је представљала СФРЈ на избору у Лондону 1966. године, где је проглашена најлепшом Европљанком и била прва пратиља света.

## Биографија
Рођена је у сиромашној породици Драге и Перице Мариновић, отац јој је био рибар, а мајка домаћица, становали су у Мокошици. Први избор за мис Југославије, организовао је недељник Базар. Победа Индијке, Реите Фарије, је изазвала контроверзе у југословенској јавности, јер се сматрало да је Никица изгубила победу, јер није желела да се меша у политику и отпутује у Јужни Вијетнам, с обзиром да Југолсавија није одобравала амерички рат у Вијетнаму. Након Никице ниједна мисица Југославије није заузела тако високо место. У Београду јe радила за модног мага Александра Јоксимовића. Њен први супруг био је редитељ и књижевник Вук Вучо, и са њим је добила сина Ђорђа који је архитекта и живи у САД. Брак је трајао свега неколико година. Други супруг јој је био такође редитељ Здравко Шотра, од кога се такође раставила брзо, а са којим је добила синове Игора и Марка. Имала је бутик у Кнез Михаиловој. Њен отац, делимично хрватске националности, је у време рата у Југославији обишао у Београду, због чега је касније имао проблема, и био три месеца у притвору у Дубровнику, окривљен да је био међу непријатељима. Починила је самоубиство, и њено тело пронађено је 11. новембра 2008. године у њеном стану у Београду.